# Claude Mathieu de Gardane
Pour les articles homonymes, voir Mathieu et Gardane.
Claude Mathieu, comte de Gardane, né à Marseille le 11 juillet 1766 et mort au château de Lincel le 30 janvier 1818, est un général et diplomate français.

## Biographie

### La Révolution
Né dans une famille de négociants marseillais, anoblis par charge et ayant de nombreux liens avec les Échelles du Levant, fils d'Ange Nicolas de Gardane, écuyer, consul de France aux Échelles du Levant, à Chypre et à Tripoli, et de Claire Catherine Pauline Desguisier des Tournes, il entreprend une carrière militaire, d'abord sous-lieutenant dans le 1er régiment de chasseurs à cheval, puis lieutenant le 21 janvier 1792, capitaine le 28 mai 1793, et chef d'escadron le 20 messidor an II.
Nommé par le Directoire, le 14 prairial an IV, chef de brigade, il prend le commandement du 9e régiment de chasseurs à cheval. Il se fait remarquer à la bataille de Neuwied et Hoche le signale au gouvernement. Moreau, général en chef de l'armée d'Italie, témoin de sa valeur à Bassignana le 23 floréal an VII, le fait, sur le champ de bataille même, général de brigade le 12 mai 1799, grade dans lequel il est confirmé par arrêté du Directoire de 27 vendémiaire an VIII.
Il participe ensuite au siège de Gênes, où il commande la 3e division française. Il y est blessé d'un coup de feu au genou gauche. Il prend ensuite un commandement dans le Midi.

### L'Empire
Le 30 septembre 1804, il est nommé écuyer cavalcadour et aide de camp de Napoléon, et gouverneur des pages  le 19 septembre 1805. Il se trouve en tant qu'aide de camp à Austerlitz, à Iéna et à Eylau, où il se distingue.

#### L'ambassade en Perse
En 1807, le Shah de Perse, Fath Ali Shah Qajar, réclame l'assistance de l'Empereur contre la Russie et l'Angleterre et lui envoie un ambassadeur. Napoléon signe le 4 mai un traité avec cet ambassadeur au château de Finckenstein où il réside et il choisit Gardane pour conduire une ambassade française en Perse. Ce dernier s'est porté volontaire au nom de la tradition familiale. Son grand-père, Ange de Gardane, avait en effet été ambassadeur du roi de France en Perse en 1715, et son père, Ange II, consul à Chypre et à Tripoli. Gardane reçoit ses instructions le 10 mai et part pour la Perse. En juin, il est à Constantinople où d'autres membres de la mission le rejoignent. Elle sera composée d'une trentaine de personnes, moitié civils, moitié militaires, avec le frère du général, Paul Ange, comme premier secrétaire, Joseph Rousseau, deuxième secrétaire, Félix Lajard, troisième secrétaire et archéologue, Camille Alphonse Trézel, ingénieur géographe et futur général, Charles Nicolas Fabvier, aussi futur général, Jean Raymond, futur consul à Bassora, Hilarion Truilhier, Michel François Préaulx, architecte et dessinateur, Armand François Lamy, capitaine du génie et futur général, etc. Gardane arrive à Téhéran le 4 décembre.
Les plans de l'Empereur visent à la fois à appuyer les revendications de la Perse en Géorgie en lui fournissant une assistance militaire et à inciter le shah à rompre ses liens avec les Britanniques avec en ligne de mire leurs possessions aux Indes. Mais le traité de Tilsit rebat les cartes et oblige à redéfinir la mission de Gardane. Plus question d'assistance militaire, c'est uniquement un appui diplomatique qui sera fourni au shah pour ses ambitions du côté de la Géorgie. Par contre, le projet d'invasion de l'Inde est maintenu et les officiers de la mission travaillent à équiper et entraîner 4 à 6 000 hommes. Mais les difficultés pleuvent : le tsar repousse toute idée de médiation sur le dossier géorgien. Par ailleurs, Napoléon a laissé Gardane sans instructions depuis juillet 1808, parce que, accaparé par la guerre d'Espagne, il se désintéresse quelque peu du dossier. Du coup, le shah, qui avait fermé la porte aux Anglais dans l'attente d'un appui clair de Napoléon, accepte de recevoir en février 1809 l'envoyé du roi d'Angleterre. En même temps, il donne son congé à Gardane qui quitte Téhéran le 13 février. 
Militairement, la mission n'est assurément pas un succès, mais la responsabilité en incombe moins à Gardane qu'à Napoléon lui-même, qui a changé ses plans vis-à-vis de la Russie en cours de route et qui avait sans doute des objectifs trop ambitieux concernant les Indes. Par contre, l'action des divers membres de la mission a créé des liens durables avec les élites du pays et contribué à la naissance d'un sentiment de francophilie chez elles. On pense au travail des archéologues, lettrés, dessinateurs, architectes et autres techniciens de la mission, étudié par David Vinson. On pense aussi aux jeunes à qui Lamy avait donné des cours à la demande du prince Abbas Mirza, dont certains parvenus au pouvoir se sont souvenus de lui. Quand on compare avec l'expédition d'Égypte, les moyens accordés à la mission Gardane sont certes infiniment plus faibles que ceux dont a bénéficié l'Institut d'Égypte, mais les résultats n'en sont pas moins significatifs.
Le 28 août, l'Empereur accorde à Gardane le titre de comte de l'Empire, avec une dotation de 25 000 francs sur les domaines de Harburg et Moisburg (Hanovre), et, au mois de décembre, l'envoie comme général de brigade au 8e corps de l'armée d'Espagne.

#### La fin de carrière

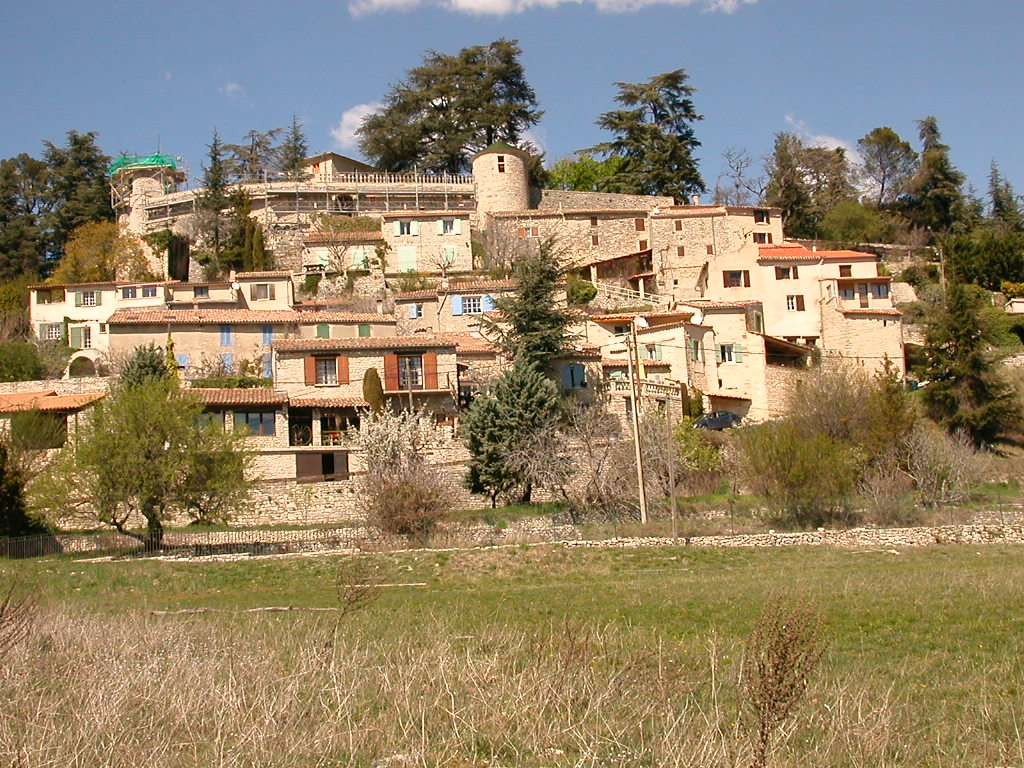
hameau de Lincel

Passé ensuite au 9e corps, il est suspendu et renvoyé dans ses foyers en janvier 1811 pour n'avoir pas effectué une expédition dont il avait été chargé au Portugal. Le 5 janvier 1811, Louis-Alexandre Berthier, prince de Wagram écrit à ce sujet au ministre de la Guerre :
« J'ai l'honneur de vous prévenir que, d'après les ordres de l'Empereur, je donne l'ordre à M. Drouet, comte d'Erlon, commandant le 9e corps d'armée, de désigner un officier général pour prendre le commandement du corps de troupe que commande maintenant le général Gardane sur les derrières de l'armée de Portugal, et je donne l'ordre au général Gardane de partir ensuite, de sa personne, pour revenir en France. »
Le Général Gardane répond au prince de Wagram la lettre suivante, datée de Balaruc, le 29 avril 1811 :
« J'ai l'honneur de rendre compte à Votre Altesse, le 7 février, de Salamanque, de l'expédition dont j'ai été chargé en Portugal. Votre Altesse y aura vu que Son Excellence le comte d'Erlon avait envisagé que l'on ne devait rien hasarder ; que le 25 novembre il avait rétrogradé sur l'Espagne ; que le 25, il n'y avait pas de pont sur le Zezere ; que son Altesse le prince d'Essling venait de quitter Vila Franca, Torres Vedras, etc. ; que le 25 je me trouvai en mesure de passer le Codés, qui est à cinq journées de l'Espagne, ayant à Guarda, sur mes derrières, Sylveira, qui dans une seule marche pouvait m'arrêter sur toutes les communications vers l'Espagne. — J'ai dû m'arrêter à Balaruc, attaqué de rhumatismes, de fièvre et de fatigue ; j'y suis depuis un mois, sans un soulagement apparent. »
Malgré ces explications, il n'est plus employé avant la première Restauration, où Louis XVIII le réintègre dans ses fonctions le 12 juin 1814. Chargé du commandement d'une brigade de l'armée du duc d'Angoulême, et placé sous les ordres du général Ernouf, il n'en rejoint pas moins les troupes impériales pendant les Cent-Jours, où il est employé à la défense de la Somme.
Il est du coup mis à la retraite le 4 septembre 1815 et meurt le 30 janvier 1818 au château de Lincel, que lui avait apporté sa femme, Anne de Croze de Lincel (1782-1835), épousée le 16 septembre 1804. Il a eu trois enfants, Alfred, écrivain, Auguste, marié à Julie de Saizieu, et Irène, épouse de l'éminent géologue Hippolyte de Villeneuve-Flayosc (X Mines 1822).
À Lincel, commune rattachée en 1973 à Saint-Michel-l'Observatoire (Alpes de Haute-Provence), le château de famille subsiste, reconstruit par Gardane sur les bases de l'ancien château-fort, dont il reste des tours. On y trouve également un monument au général Gardane.